# Phrurolithus debilis
Phrurolithus debilis là một loài nhện trong họ Phrurolithidae.
Loài này thuộc chi Phrurolithus. Phrurolithus debilis được Willis J. Gertsch & Michael Davis miêu tả năm 1940.